# Podagrionella lichtensteini
Podagrionella lichtensteini är en stekelart som först beskrevs av François Picard 1933.  Podagrionella lichtensteini ingår i släktet Podagrionella och familjen gallglanssteklar. Inga underarter finns listade i Catalogue of Life.